# Itálie na Zimních olympijských hrách 2010
Itálii na Zimních olympijských hrách 2010 reprezentovalo 109 sportovců, z toho 69 mužů a 40 žen ve 13 sportech.

## Medailisté
| Medaile | Jméno                 | Sport              | Disciplína             |
| ------- | --------------------- | ------------------ | ---------------------- |
| Zlato   | Giuliano Razzoli      | Alpské lyžování    | Muži slalom            |
| Stříbro | Pietro Piller Cottrer | Běh na lyžích      | Muži 15 km volný styl  |
| Bronz   | Alessandro Pittin     | Severská kombinace | Střední můstek + 10 km |
| Bronz   | Armin Zöggeler        | Saně               | Muži jednotlivci       |
| Bronz   | Arianna Fontanaová    | Short track        | Ženy 500 m             |